# راکوویچه (شهرستان خاینووکا)
راکوویچه (به لهستانی:  Rakowicze) یک روستا در لهستان است که در گمینا چژه واقع شده‌است.